# Municipio de Carter (Dakota del Sur)
El municipio de Carter (en inglés: Carter Township) es un municipio ubicado en el condado de Tripp en el estado estadounidense de Dakota del Sur. En el año 2010 tenía una población de 42 habitantes y una densidad poblacional de 0,61 personas por km².

## Geografía
El municipio de Carter se encuentra ubicado en las coordenadas 43°23′19″N 100°10′28″O / 43.38861, -100.17444. Según la Oficina del Censo de los Estados Unidos, el municipio tiene una superficie total de 68.52 km², de la cual 68,13 km² corresponden a tierra firme y (0,58 %) 0,4 km² es agua.

## Demografía
Según el censo de 2010, había 42 personas residiendo en el municipio de Carter. La densidad de población era de 0,61 hab./km². De los 42 habitantes, el municipio de Carter estaba compuesto por el 97,62 % blancos y el 2,38 % eran de una mezcla de razas. Del total de la población el 0 % eran hispanos o latinos de cualquier raza.